# 西陵古墳
西陵古墳（日语：／ Saryōkofun），又稱西二山在古墳，是位於日本大阪府泉南郡岬町淡輪的一座前方後圓墳，為日本國史跡，屬於淡輪古墳群，亦是古墳群中規模最大的古墳，日本全國來說則排第28位，推測建於古墳時代中期（約5世紀前半）。

## 概要
古墳是一座位於大阪府最南端，面臨大阪灣台地上建成的巨大前方後圓墳，其約800米以東是傳五十瓊敷入彥命墓的淡輪御陵古墳，兩者之間是已不存在的圓墳西小山古墳，這批古墳形成了淡輪古墳群。
古墳是一座建於丘陵尾端的前方後圓墳，前方部分朝東北。墳丘由3層組成，長約210米，西側的中間細部建有方形的造出，墳丘表面鋪上了葺石，亦有圓筒埴輪、朝顏形埴輪、蓋形、盾形、短甲形、屋形埴輪等形象埴輪。墳丘周圍由闊15-35米的周濠所包圍，其原本的形狀則不明，其外圍有3座陪葬墓，其中一座已不存在。
雖然墓室實際形態不明，但是推斷建有內裡為凝灰岩製長持形石棺的豎穴式石室。原本後圓部分的墳頂可以看見曝露在外的石棺蓋石，在指定為日本國史跡時被埋掉。
從出土埴輪推測，古墳建於420年至440年左右，是在淡輪古墳群中最早建成的一座，這批古墳的圓筒埴輪與別不同，而相同的有和歌山平野的木之本古墳群（和歌山市木之本），由此可見淡輪古墳群是在紀伊勢力。
1922年，古墳域與兩座陪葬墓獲指定為日本國史跡。

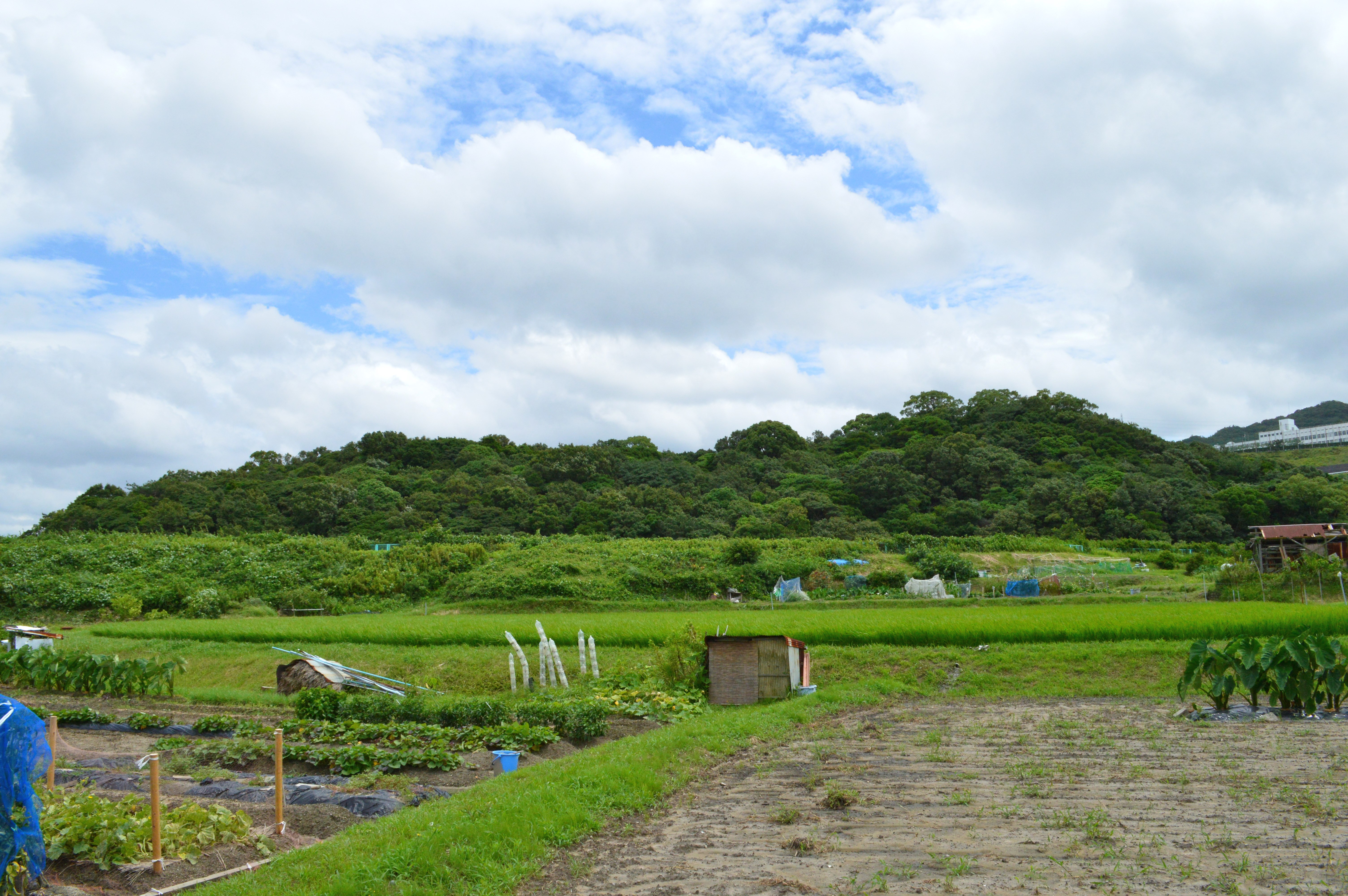
墳丘全景 從西北方向拍攝，左面是前方部分，右面是後圓部分
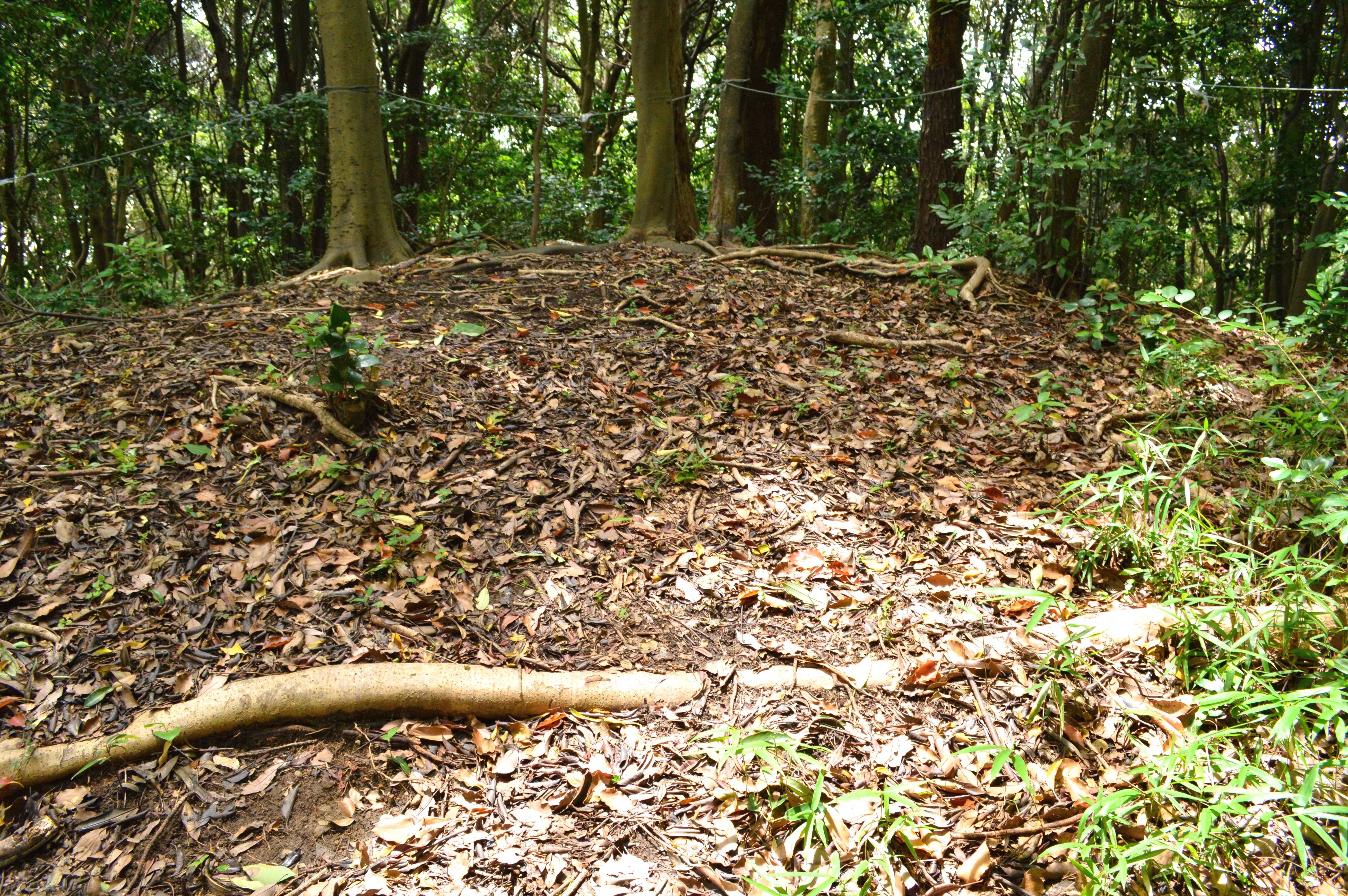
後圓部分墳頂
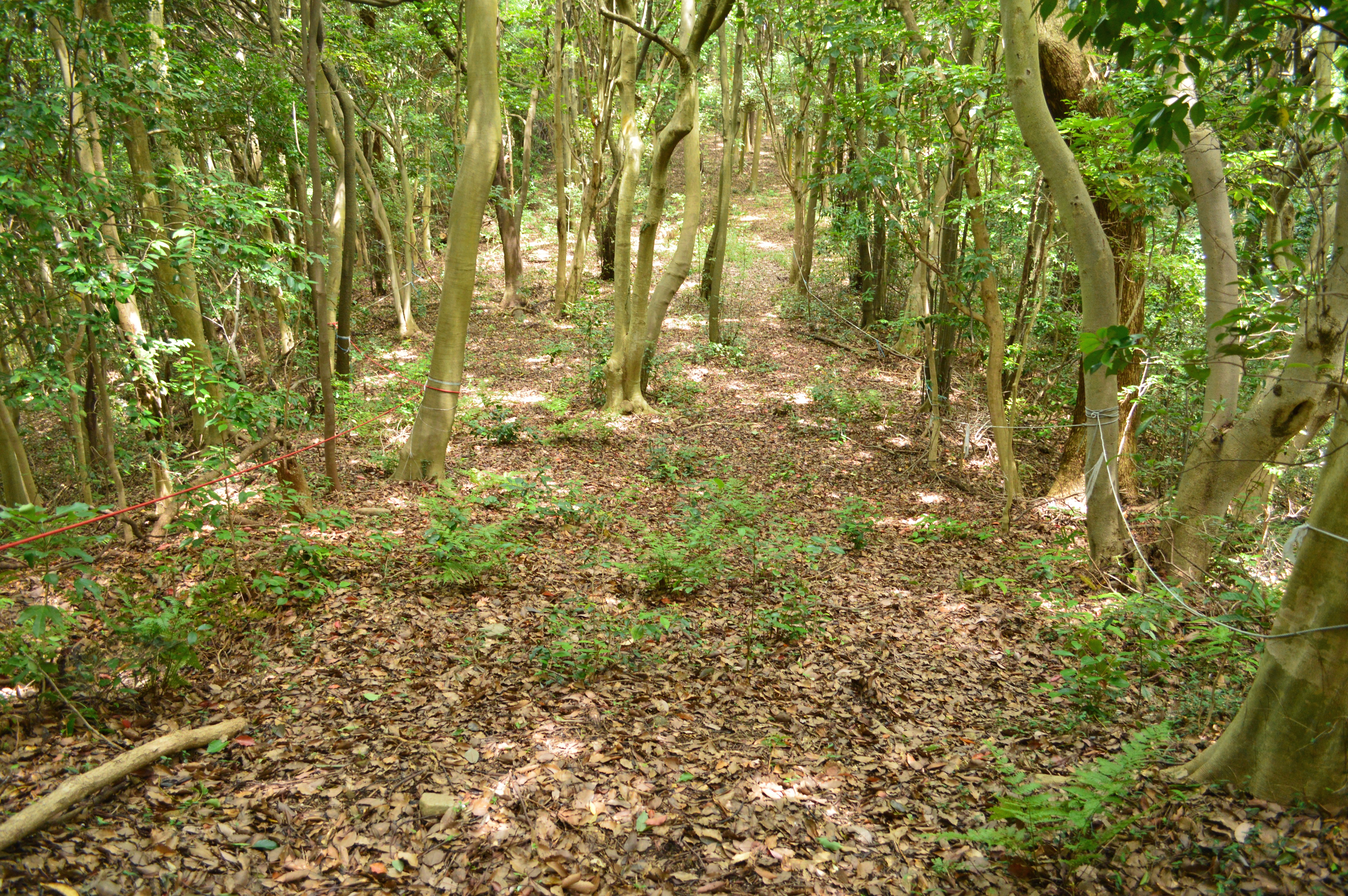
從後圓部望向前方部分

## 規模

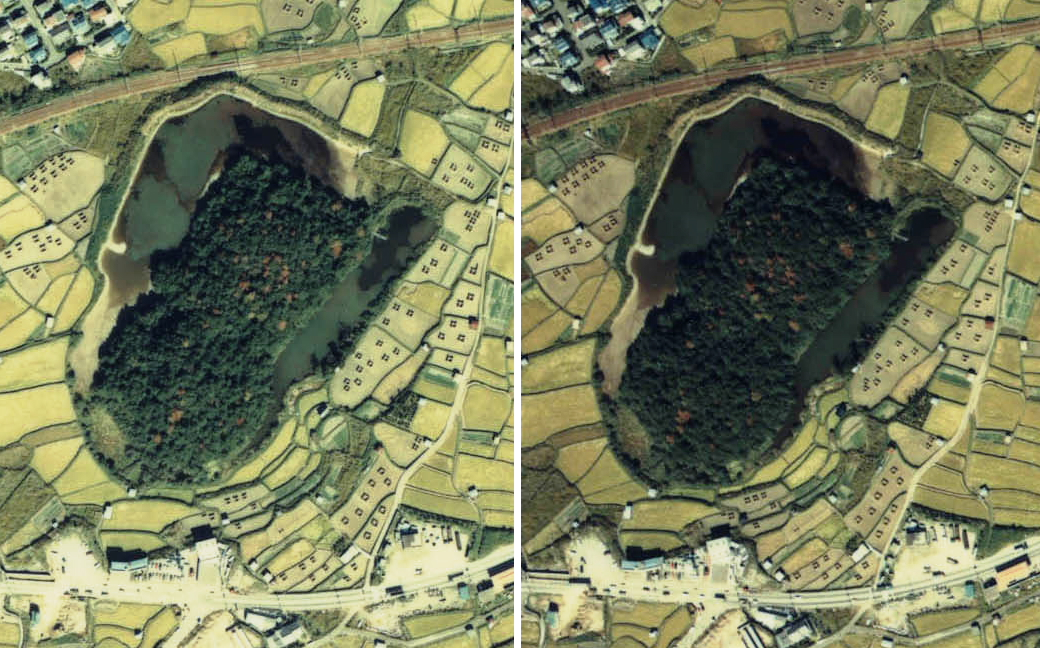
西陵古墳的立體航拍圖

古墳規模如下。
- 墳丘長：約210米
- 後圓部分，3層。
  - 直徑：約115米
  - 高：約18米
- 前方部分，3層。
  - 闊：約100米
  - 高：約14米
- 造出
  - 西側中間細部：23米×13米

## 入葬者
雖然入葬者不明，但是單憑岬町當地的財力的話，興建兩座大型前方後圓墳並不容易，因此相信古墳與紀伊勢力（紀氏）有關，尤其是《日本書紀》雄略天皇9年3月條和5月條記載了「葬於田身輪邑（たむわのむら，即淡輪村）」，因此也有說法認為此古墳是5世紀中後期武人紀小弓的墓。
另外，《和泉志》也視古墳為紀小弓的墓，《泉州志》則認為古墳與西陵古墓其中一處是紀小弓的墓，另一處則是紀船守的墓，但是紀船守是8世紀的人物，與古墳建造時期並不吻合。

## 陪葬墓
古墳北面建有稱為第一古墳和第二古墳的圓墳陪葬墓。以前還有另一座陪葬墓，但是在線路鋪設時遭到破壞，當時出土了提瓶2個、高杯1個、壺2個、平瓶1個、刀身斷片和鐵鏃2件。

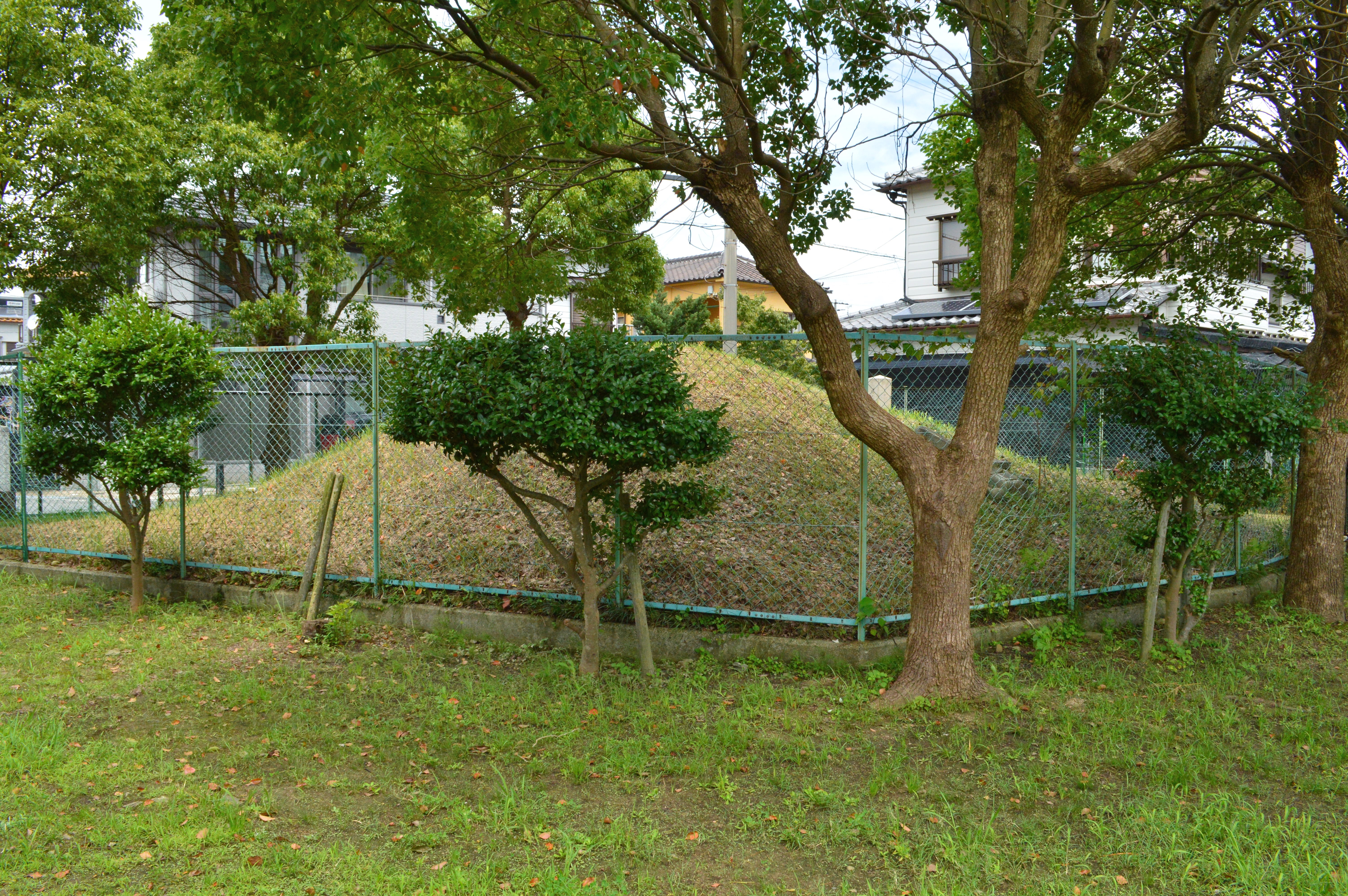
第一古墳
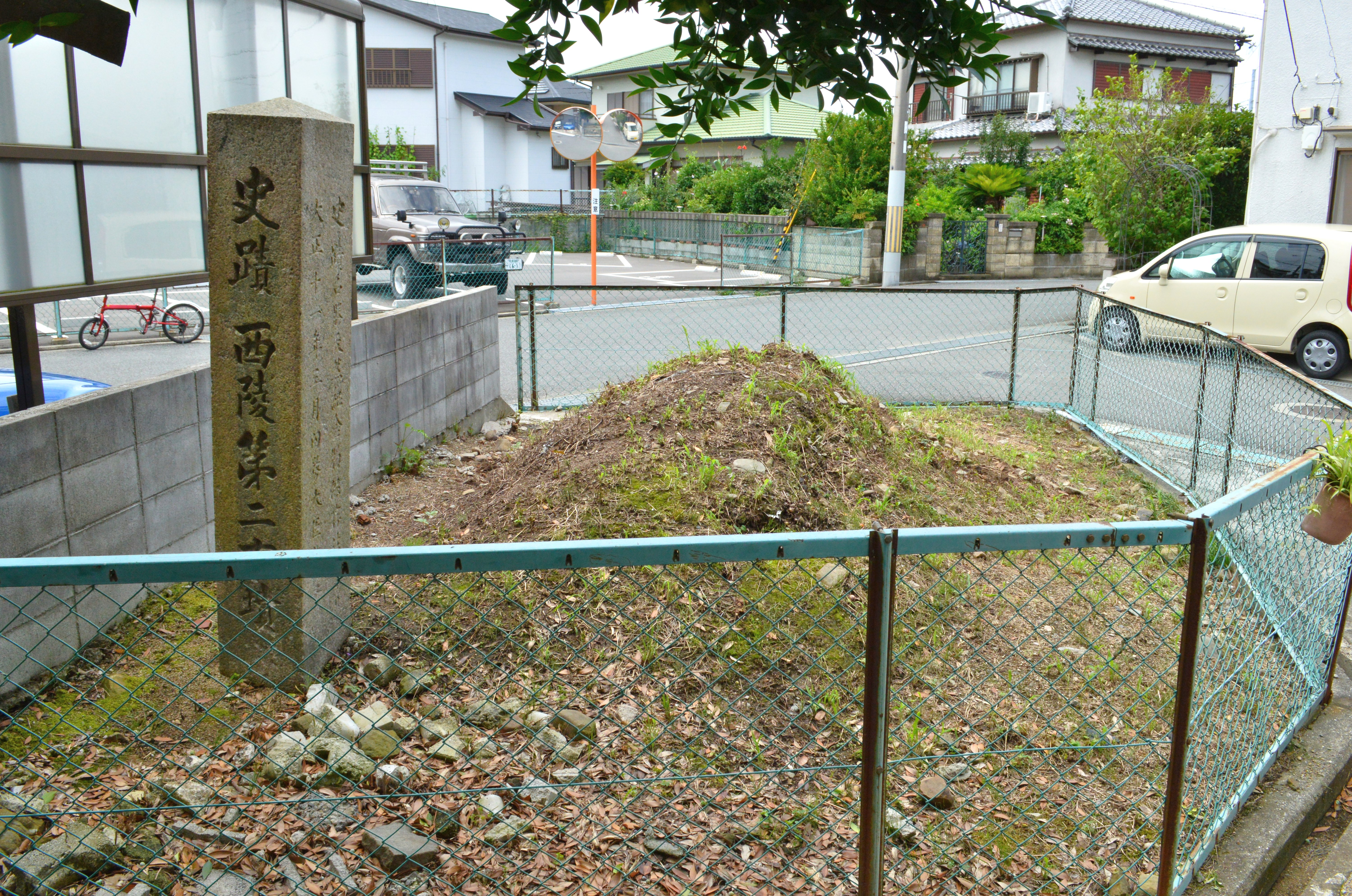
第二古墳

## 文物

### 日本國史跡
- 西陵古墳　第一、第二古墳 - 1922年3月8日指定[5]。

## 外部連結
- - 國指定文化財等數據庫（日語）
- 遺跡・旧跡 > 西陵古墳（页面存档备份，存于） - 岬町ホームページ